# Наше новине (лист)
Наше новине су политички, господарски и друштвени буњевачко-шокачи лист који је излазио  у Сомбору од 2. априла 1943. до 6. октобра 1944. године.

## Историјат
Издавач и одговорни уредник листа Грга Вуковић је у уводнику првог броја између осталог рекао:
```
     "Покретајући овај лист, дајемо му наслов 
Наше новине
 са искреном жељом, да то буду одиста наше новине са надом и увирењем да ће Наше новине бити новине свију нас и за све нас, који припадамо буњевачком и шокачком пуку...
[
1
]
```

Лист је  био  намењен Хрватима и Буњевцима."

### Периодичност излажења
Лист је излазио недељно, петком.

### Изглед листа
Лист је био штампан латиницом. Имао је тираж од  5.000 примерака. Штампан је на осам страна и садржавао је илустрације.

### Место издавања
Сомбор, од 2. априла 1943. до 6. октобра 1944. године.

### Рубрике и садржај листа
На страницама је доносио сталне рубрике: преглед вањске ситуације, политичке висти, господарство, спорт... У сваком броју  поред рубрике занимљивости доносио је прозне и лирске текстове, стално позивајући на сарадњу младе таленте.

### Штампарија и редакција
Редакција Наших новина се налазила  у улици Чихаш Бенеа бр. 3.
Лист је штампан у ротационој штампарији Јосипа Бошњака на истој адреси где се налазило и уредништво.

## Уредници
Издавач и одговорни уредник листа био је Грга Вуковић, адвокат из Сомбора и народни заступник у будимпештанском парламенту. Један од уредника је био и Петар Царев.

## Сарадници
Од сталних сарадника у листу су били Антун Карагић, Матија Колар, Иван Димић, Петар Царев и Иван Мироницки.

## Додатак листа - Календар
Током 1944. године штампао се и његов додатак под именом Наш календар. У броју 30, прве године излажења листа на његовој другој страни (22. октобар 1943), уредништво Наших новина је објавило  вест о добијању дозволе за издавање буњевачко-шокачког календара за 1944. годину. Главна пажња у Календару била је посвећена буњевачко-шокачкој култури и обичајима.